# Georg Nigrinus der Ältere
Georg Nigrinus oder Schwartz (* 13. September 1530 in Battenberg (Eder); † 10. Oktober 1602 in Echzell) war ein deutscher lutherischer Theologe und Geistlicher.

## Leben
Nigrinus war Sohn eines Seifensieders. Seine Kindheit und Ausbildungszeit waren von Armut geprägt. Zwar konnte er ab 1540 die zu dieser Zeit angesehene Lateinschule von Wetter besuchen, wobei er kurzzeitig auch Schulen in Frankenberg und Kassel besuchte, jedoch 1545 nach Wetter zurückkehrte. In Wetter blieb er bis 1546. Dort, wie auch an seinen weiteren Ausbildungsstationen, musste er für seinen Lebensunterhalt selbst Sorge tragen. Nigrinus ging nach Süddeutschland, um als Mönch in ein Kloster einzutreten. Dies Plan verwarf er allerdings wieder. Von 1547 bis 1549 besuchte er das Gymnasium in Schweinfurt, musste jedoch 1549 Schweinfurt verlassen und kam an die Hohe Schule von Johannes Mathesius in Joachimsthal/Böhmen.
Nigrinus wurde auf Empfehlung Melanchtons 1550 Schulmeister in Buchau. Nachdem er seine dortige Stelle verloren hatte, begann eine Wanderschaft, wobei er Leipzig, Nürnberg, Augsburg und Wittenberg als Stationen durchlief und weiter in großer Armut lebte. Von 1553 bis 1555 war er, vermittelt durch seinen früheren Mitschüler Martinus Balticus, Lehrer an der Poetenschule in München. Dort lernte er auch seinen späteren Widersacher Johannes Nas kennen. Diese Stelle musste er allerdings aus Glaubensgründen aufgeben. Abermals auf eine Empfehlung von Melanchton wurde er unter Johann Oldendorp an der Universität Marburg zum Studium der Theologie immatrikuliert. Dort war er Schüler von Andreas Hyperius. Bereits parallel zum Studium wurde er bereits Pfarrer von Bürgeln und Cölbe bei Marburg. Ab 1556 war er Pfarrer in Homberg (Ohm).
Nigrinus begleitete 1563 den Landgrafen Philipp I. von Hessen als Prediger an den Hof in Stuttgart. Von dort zurückgekehrt erhielt er auf Veranlassung des Landgrafen 1564 eine Pfarrstelle in Gießen. Er machte zunehmend als theologischer Schriftsteller und Übersetzer auf sich aufmerksam, wobei er als Meister deutscher Prosa galt, sodass er 1580 als Nachfolger von Johannes Pistorius zum Superintendenten der Diözese Alsfeld und Nidda mit Sitz als Pfarrer in Echzell gewählt wurde. Dieses Amt bekleidete er bis 1601. Sein Nachfolger wurde Jeremias Vietor, der ihm bereits in Gießen nachfolgte. In seiner Zeit als Superintendent stand er unter anderem mit Josua Opitz in Kontakt.
Nigrinus hinterließ eine Vielzahl von Schriften, von denen Einzelne als umstritten gelten. Beispielsweise forderte er in seiner Schrift Jüden Feind, die Juden aus Hessen auszuweisen oder sie zumindest zu niedrigen Arbeiten heranzuziehen. Auch seine Übersetzung des Werkes von Johann Georg Gödelmann verschärfte er, in dem er der Übersetzung tendenziöse Randbemerkungen hinzufügte und zu einer Verfolgung der Hexerei aufforderte.

## Werke (Auswahl)
- Jüden Feind: Von den Edelen Früchten der Thalmudischen Jüden, so jetziger zeit in Teutschlande wonen, ein ernste, wolgegründe Schrifft, Henricus, Ursel 1570.
- Examen Des Schandtbüchleins F. Johan Nasen, das Er Handbüchlein des kleinen Catechismi nennet, Henricus, Ursel 1571.
- Von rechter ordentlicher Wahl und dem Beruff der Evangelischen Prediger und woher ir Ampt krefftig sey, Henricus, Ursel 1573.
- Daniel: Der aller Weyseste vnd heiligste Prophet, Henricus, Ursel 1574.
- Antichrists Gründtliche Offenbarung : Wider die Disputation der Jesuwiter zu Mentz, vom Newen unnd falschen Antichrist, Intituliert, 1586.
- Apocalypsis, Das ist: Die Offenbarung S. Johannis deß Apostels und Evangelisten, Spies, Frankfurt am Main 1593.
- Anticalvinismvs, Das ist: Gründtliche Entdeckung deß gantzen Caluinischen Glaubens vnd Wesens, Spies, Frankfurt am Main 1595.